# Charles Corbin
Charles Corbin (1882-1970) foi um diplomata francês que serviu como embaixador na Grã-Bretanha antes e durante o início da Segunda Guerra Mundial, de 1933 a 27 de junho de 1940.
Nasceu em Paris, filho de Paul Corbin, um industrial. Estudou no Collège Stanislas de Paris, uma escola privada jesuíta onde ensinava o pai de Charles de Gaulle. Continuou a sua educação na Faculdade de Letras na Sorbonne. Após a Primeira Guerra Mundial, Corbin serviu no gabinetede imprensa do Ministério das Relações Exteriores francês no Quai d'Orsay, em Paris. Fez muitos amigos britânicos, falava inglês com fluência e tinha uma profunda simpatia pelos modos britânicos.
Foi designado para Londres como embaixador em 1933. O seu conhecimento de assuntos económicos permitiu que organizasse e presidisse habilmente reuniões de funcionários franceses e britânicos entre 1934 e 1939, enquanto as duas nações estavam em preparação para a guerra com a Alemanha.
Corbin estava com Jean Monnet em 16 de junho de 1940, quando a proposta para a união da França e do Reino Unido foi colocada a de Gaulle, que havia sido enviado a Londres pelo primeiro-ministro francês, Paul Reynaud. A Declaração de União proposta foi uma tentativa desesperada de último minuto para reforçar a resistência francesa diante do derrotismo entre as fileiras do gabinete francês para manter viva a aliança franco-britânica.
As suas subsequentes nomeações diplomáticas foram como embaixador francês na Bélgica e na Espanha.
O biógrafo de De Gaulle, Jean Lacouture, afirma que renunciou ao Ministério das Relações Exteriores francês, mas se retirou para a América do Sul.